# Grubea cochlear
Grubea cochlear är en plattmaskart. Grubea cochlear ingår i släktet Grubea och familjen Mazocraeidae. Inga underarter finns listade i Catalogue of Life.